# Xiaomi Mi MIX Fold
Xiaomi Mi MIX Fold é um smartphone dobrável baseado em Android fabricado pela Xiaomi. Revelado em 30 de março de 2021 e lançado em 16 de abril de 2021, esta é a primeira tentativa da Xiaomi de um smartphone dobrável.
O Mi MIX Fold tem dois monitores, um externo AMOLED de 6,52 polegadas para quando o dispositivo está fechado e um interno AMOLED de 8,01 polegadas quando desdobrado. A Xiaomi classificou a dobradiça do telefone para durar pelo menos 200.000 dobras e a tela flexível para 1 milhão de dobras. O telefone é equipado com o Qualcomm Snapdragon 888 e pode ter 12 ou 16 GB de RAM. Ele também tem uma bateria de 5020 mAh.